# A priori y a posteriori
Las locuciones latinas a priori ('de lo anterior') y a posteriori ('de lo posterior') se utilizan para distinguir entre dos tipos de conocimiento: el conocimiento a priori es aquel que, en algún sentido importante, es independiente de la experiencia; mientras que el conocimiento a posteriori es aquel que, en algún sentido importante, depende de la experiencia.
Por ejemplo, el conocimiento de que «no todos los cisnes son blancos» es un caso de conocimiento a posteriori, pues se requirió de la observación de cisnes negros para afirmar lo establecido. Los juicios a posteriori se verifican recurriendo a la experiencia, son juicios empíricos, se refieren a hechos. Tienen una validez particular y contingente. Ejemplos: «los alumnos de filosofía son aplicados» o «los ancianos son tranquilos».
En cambio, el conocimiento de que «ningún soltero es casado» no requiere de ninguna investigación para ser establecido como verdadero, por lo que es un caso de conocimiento a priori. Parece razonable afirmar que todo el mundo sabe que eso es cierto. Incluso diríamos que es obvio. ¿De dónde proviene la justificación para ese conocimiento? Está claro que no viene de haber preguntado a cada soltero si es casado. Más bien, parece que basta con comprender el significado de los términos involucrados, para convencerse de que la proposición es verdadera. Esta proposición es un ejemplo de lo que se llama una proposición analítica, es decir, una proposición cuya verdad descansa sobre el significado de los términos involucrados, y no sobre cómo sea el mundo. Otros ejemplos de proposiciones analíticas podrían ser: «todas las nubes son nubes», «si llueve, entonces llueve» y «esta manzana es roja o no lo es». Al parecer, cuando se trata de proposiciones analíticas, nuestra justificación para creer en ellas es a priori. Esto no quiere decir, por supuesto, que nuestro conocimiento de su verdad sea completamente independiente de la experiencia, pues el significado de cada término se aprende empíricamente. Pero una vez entendidos los términos, la justificación de la verdad de las proposiciones no parece depender de la experiencia (es decir, de cómo sea el mundo). Existen otros candidatos a conocimiento a priori, cuya justificación a priori no estriba en que la proposición sea analítica. Por ejemplo, la famosa frase de Descartes, pienso, luego existo, pretende mostrar que para que alguien sepa que existe, no necesita recurrir a la experiencia, sino que basta con pensar acerca de ello para convencerse. Otro candidato importante es el conocimiento de Dios. Los argumentos ontológicos pretenden mostrar, sin recurrir a la experiencia, que Dios existe.
Tradicionalmente, el conocimiento a priori se asocia con el conocimiento de lo universal y necesario, mientras que el conocimiento a posteriori se asocia con lo particular y contingente. Como la experiencia sensorial en la que generalmente se basan las justificaciones de las proposiciones a posteriori no siempre es confiable, estas proposiciones se pueden rechazar sin caer en contradicciones. Sin embargo, a partir del trabajo El nombrar y la necesidad de Saul Kripke, actualmente se debate la posibilidad del conocimiento contingente a priori y el conocimiento necesario a posteriori.

## Historia
En su momento, esta tesis supuso una revolución, comparable a la revolución de Copérnico, que trasladó el centro del universo de la Tierra al Sol. De la misma forma, el conocimiento es humano, sujeto a sus condiciones trascendentales, que no puede superar e ir más allá del campo de la experiencia. La metafísica no es posible como ciencia.[cita requerida]
Para el filósofo y matemático teutón Gottfried Leibniz, las verdades de razón, verdades eternas o primeras verdades, son a priori; lo a priori quiere decir para este pensador, la posibilidad de su verdad, las condiciones que hacen de las vérités de raison, verdades eternas e intemporalmente válidas, en contraste a las vérités de fait, actuales, del presente y contingentes, que son a posteriori.
Por otro lado, Kant pretende justificar la existencia del conocimiento científico, consolidado ya como ciencia moderna con la física de Newton, cuestionando la posibilidad de que podamos afirmar, con garantía de verdad universal y necesaria, las leyes científicas.[cita requerida]
Según Kant, los juicios sintéticos a priori no son posibles en la metafísica, pero sí en las matemáticas y en la parte racional de la física. El propio Kant pone los siguientes ejemplos: «4 + 3 = 7», «la línea recta es la distancia más corta entre dos puntos», «la cantidad de materia del universo se mantiene invariable», «en todo movimiento, acción y reacción son siempre iguales».[cita requerida] También los juicios sintéticos tienen que ver con la lógica; ejemplo: «suba para arriba», «salga para afuera».